# Birlinn
Ne doit pas être confondu avec Berlin (homonymie).
Pour le site archéologique, voir Grianan d'Aileach.
Pour la ville du Kent, voir Birling (Kent).

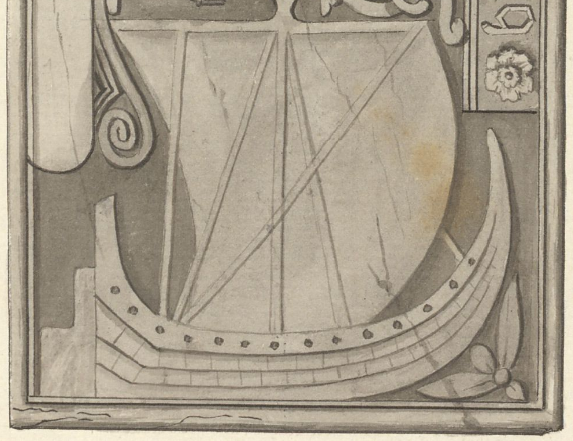
Sculpture d'un birlinn sur une pierre tombale du XVIe siècle dans la chapelle de MacDufie à Oronsay, gravée en 1772.

Le birlinn (bìrlinn  en gaélique écossais) est un type de bateau en bois médiéval, à bordage à clin, propulsé par rames et par une voile carrée sur un mât. Ce type de bateau largement utilisé, pour le transport, la guerre et la pêche, dans les Hébrides et Ouest Highlands de l'Écosse à partir du Moyen Âge, jusqu'au XVIe siècle. Les variantes du nom en anglais et en écossais des basses terres comprennent berlin et birling.         
Une réplique de birlinn, l'Aileach, a été construite en 1991 à Moville, dans le Donegal.

## Historique

Un lymphad en héraldique représente un birlinn.

Le terme gallo-nordique peut dériver du norrois byrðingr (navire de bord). Il a été suggéré qu'une lignée de conception locale pourrait également être attribuée à des navires similaires au bateau de type broighter (du Ier siècle av. J.-C.), équipés d'avirons et d'une voile carrée, sans qu'il soit nécessaire d'exercer une influence spécifique sur la conception de viking. Cependant, il n’est pas certain que le modèle broighter représente un bateau en bois ou un bateau recouvert de peau du type currach, bien que de nombreux spécialistes insiste sur l'influence des vikings sur le birlinn.
Les plus petits navires de ce type n’avaient peut-être que douze rames, et la plus grande galère des West Highlands en avait quarante. Pendant plus de quatre cents ans, jusqu'au XVIIe siècle, le birlinn était le navire dominant dans les Hébrides.
Un rapport de 1615 au Scottish Privy Council établissait une distinction entre les galères ayant entre 18 et 20 rames et les birlinns entre 12 et 18 rames. Il n'y avait aucune suggestion de différences structurelles. Le rapport indiquait qu'il y avait trois hommes par aviron.
Le birlinn apparaît dans l'héraldique écossaise sous le nom de lymphad, issue de longue fhada (long ship en gaélique).

## Utilisation
En termes de conception et de fonction, il existait une similitude considérable entre le birlinn local et les navires utilisés par les nouveaux arrivants nordiques dans les îles. Dans un environnement insulaire, les navires étaient essentiels à la guerre qui était endémique dans la région, et les seigneurs locaux utilisaient abondamment les birlinns à partir du XIIIe siècle au moins. Les MacDonalds d’Islay sont les puissances navales régionales les plus puissantes.
Les seigneurs des îles de la fin du Moyen Âge maintenaient la plus grande flotte des Hébrides. Il est possible que des navires du type birlinn aient été utilisés lors de la bataille navale de 1156 au cours de laquelle Somerled, seigneur d’Argyll, ancêtre des seigneurs, s’établit fermement dans les Hébrides en affrontant son beau-frère, Godred Olafsson, roi de les îles.
Il existe des preuves de l'existence de centres marchands à Islay, Gigha, Kintyre et Knapdale. Au XIVe siècle, il existait un commerce constant entre les îles, l'Irlande et l'Angleterre, sous le patronage des seigneurs locaux. Sinon, les principaux usages du birlinn auraient été le transport de troupes, la pêche et le transport de bétail.

## Construction et maintenance

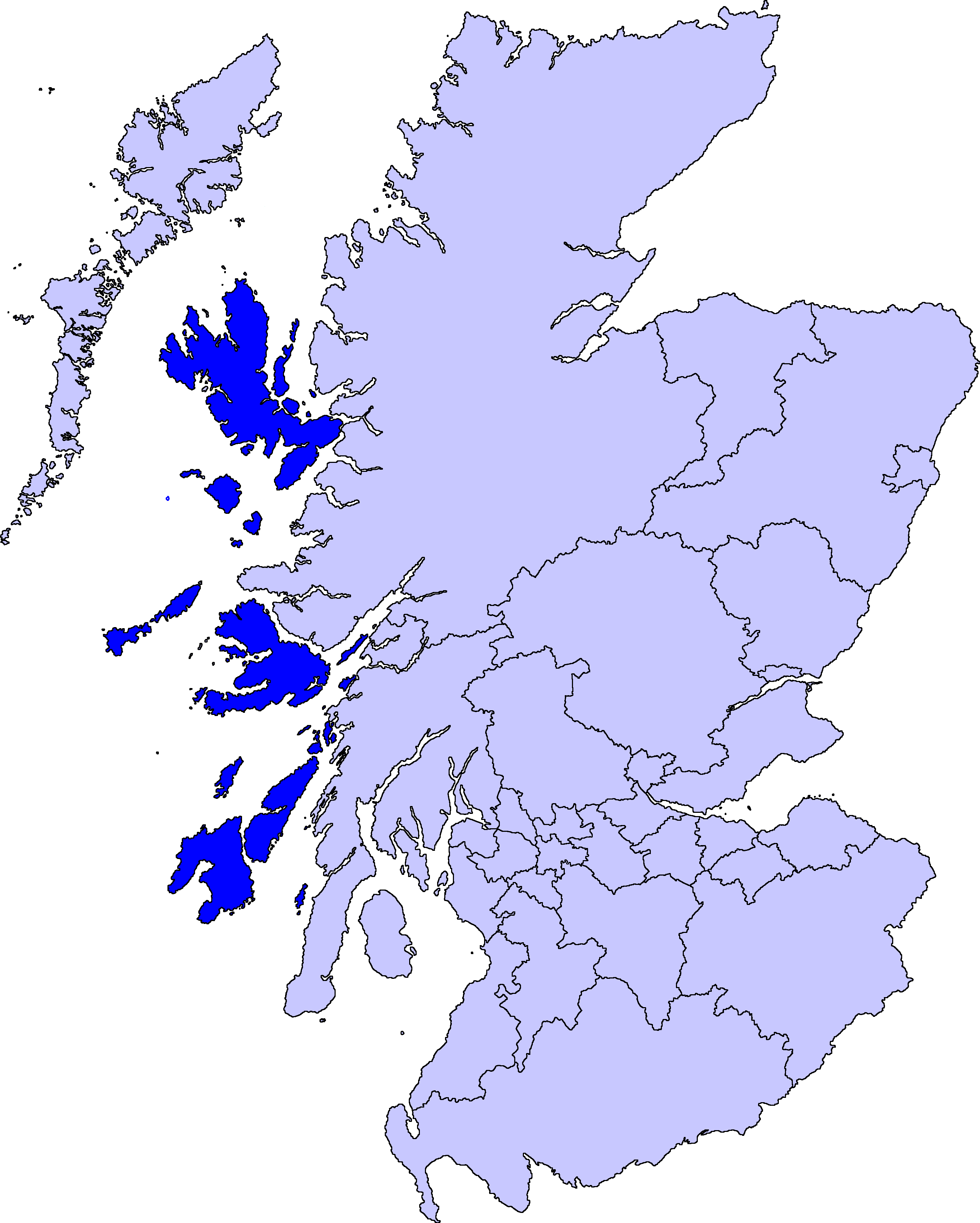
Ouest de l'Écosse, avec les Hébrides intérieures représentées en bleu foncé. C'est là et sur le continent que le bois était le plus facilement disponible.

Les images qui attestent l'existence de ce type de bateau présentent une conception très proches des navires vikings. Ces bateaux étaient équipés de gouvernail ou de rame de direction, un mât unique installé au milieu du bateau grée en voile carrée, une coque à bordage à clin, et des rames en appoints.                     
Les pratiques de construction de bateaux observés dans les Highlands au XIXe siècle ont probablement également été appliquées aux birlinns médiévaux, comme l'utilisation de mousse séchée imbibée de goudron pour le calfatage et l'utilisation de stocks dans la construction.                     
Le Le chêne était le bois préféré à la fois dans l'ouest de l'Écosse et en Scandinavie, car il était dur et résistant à la pourriture. D'autres types de bois ont été moins souvent utilisés. Il est probable que les îles périphériques de l'ouest de l'Écosse aient toujours manqué de bois, mais le bouleau, le chêne et le pin abondaient dans les îles intérieures et sur le continent. L’abondance de bois à Lochaber était proverbiale : "B'e sin fiodh a chur do Loch Abar" ("Apporter du bois à Lochaber") pour indiquer une entreprise superflue.                     
Les outils utilisés à la construction sont probablement des herminettes, des haches, des tarières et des embouts de cuillère, des rabots, des planes... Comme dans la construction navale traditionnelle dans cette région, les mesures ont généralement été effectuées à l'œil nu. La pratique traditionnelle consistant à abriter des bateaux dans des petits ports artificiels. Il existe des preuves dans les sites fortifiés de ports construits, d'atterrissages de bateaux et de portes maritimes.                     
L’influence des techniques norvégiennes de construction navale, bien que plausible, est hypothétique, puisqu’à ce jour, on n’a pas trouvé de vestiges importants d’un birlinn. Les techniques et les termes de la construction traditionnelle des bateaux peuvent toutefois servir de guide pour la construction du navire.

## Gréement
Des images sculptées du birlinn datant du XVIe siècle et plus tôt montrent le gréement classique : haubans, étai et pataras, drisse... Une grande voile carrée similaire au bateau viking constitue la voilure.
La pratique traditionnelle des Highlands consistait à confectionner des voiles de laine dure et épaisse, avec des cordes en mousse de sapin ou de bruyère. Les voiles médiévales, dans les Highlands comme ailleurs, sont cousues à partir de nombreuses petites pièces et il est possible de trouver des points de ris.

## Technologie navale
Le birlinn, une fois ramé, se distinguait par sa vitesse et pouvait souvent échapper aux poursuivants. Aucun canon n’a été monté, même à la fin de la période : le birlinn était construit trop légèrement et son franc-bord était trop bas. Cependant, il était très approprié au raid et, avec des tireurs expérimentés à bord, pouvait constituer une défense redoutable contre les petites embarcations. Les navires de ce type étaient les plus vulnérables lorsqu'ils échouaient ou étaient bloqués par un navire plus lourd transportant des canons.

## Le birlinn en chanson
Les birlinn occupaient une place symbolique et thématique importante dans la littérature gaélique. Des exemples peuvent être trouvés dans les chansons de Màiri Nighean Alasdair Ruaidh (Mary MacLeod, 1615-1705), un important poète de la seigneurie hébridaise des MacLeod. Dans une lamentation, elle décrit un navire détruit par la tempête, avec le vent qui déchire la voile de manière à défier la force de l'équipage :
Mo bheud est mo bhròn
Mar a dh'eirich dhò,
Muir beucach mòr
Ag leum mu d 'bhòrd,
Thu fein is do sheòid
An uair reub ur seòil
Nach d'fheud sibh treòir un chaitheadh orra
Dans une autre chanson, un navire est décrit comme partant de "Dunvegan des harpes": que l’équipage (dit le poète), des têtes de mât en haut aux drisses ci-dessous, garde-le près du vent qui le fait traverser le détroit :
Un chuireadh na laoich
Loingeas air caol
Turus ri gaoith ghluaiste leibh,
O bharraibh nan crann
Gu tarruing nam ball
Teannachadh teann suas rithe...

## Equivalence en Irlande
La long fhada irlandaise semble, d'après des sources contemporaines, ressembler à son équivalent du West Highland, bien qu'il n'y ait pas à ce jour de confirmation archéologique. Il y avait un trafic maritime constant entre l'Irlande et l'Écosse, et les mercenaires des Highlands étaient généralement transportés par birlinn vers l'Irlande.

## Changements possibles dans la conception

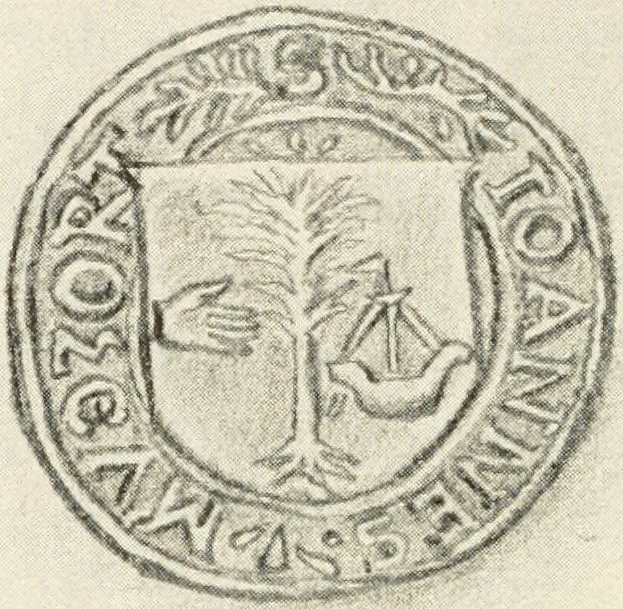
Le sceau de John Moidartach (à partir de 1572) .Il montre un birlinn avec des ponts surélevés.

Il semble que vers la fin du XVIe siècle de nouvelles influences aient affecté le design de birlinn. Une sculpture réalisée à Arasaig en 1641 montre un navire avec une proue et une poupe abaissées. Une carte anglaise du nord-est de l'Irlande faite au plus tard en 1603 montre "des flottes des Redshanks (Highlanders) de Cantyre" avec des navires à un mât comme avant mais avec une voile carrée montée sur un bras incliné et une petite cabine à l'arrière.
Deux sceaux de Clanranald attachés à des documents datés de 1572 représentent un birlinn avec des ponts surélevés à la tige et à la poupe, motif répété dans des dispositifs héraldiques ultérieurs.  
Si ces changements se sont produits, ils reflètent les influences du sud-est et de la Méditerranée. Les preuves à l'appui ont été critiquées pour leur légèreté et leur caractère peu convaincant, mais il existe des preuves imagées de développements similaires dans la galère irlandaise.

## La répliqueAileach
L'Aileach, une galère des Highlands à 16 avirons, a été construite en 1991 à Moville, dans le Donegal. Cette réplique est basé sur des représentations de bateaux dans des sculptures de West Highland. Malgré la bonne performance du navire en mer, sa conception a été qualifiée de trompeuse en raison d’une trop grande confiance accordés aux proportions des images sculpturales. Le navire était conçu avec une proue et une poupe hautes, presque verticales (sans doute plus que réellement). Il s'est avéré difficile d'intégrer plus d'un rameur par aviron. Des images moins encombrées des XIVe et XVe siècles montrent des vaisseaux plus longs et plus grands.